# Lotus maritimus
Lotus maritimus (лядвениця приморська як Tetragonolobus maritimus, тетрагонолобус морський як Tetragonolobus maritimus) — вид рослин з родини бобові (Fabaceae), поширений у Північно-Західній Африці, Європі, крім сходу, у Туреччині та Грузії.

## Опис
Багаторічна рослина 10–30 см завдовжки. Листочки обернено-яйцеподібні або яйцеподібно-ланцетні, з клиноподібними оставами. Прилистки нерівнобокі, довгасті й овальні. Чашечка з голою трубкою і гостро-ланцетними, війчастими на краях зубцями. Квітки жовті або брудно-жовті.

## Поширення
Поширений у північно-західній Африці, Європі крім сходу, у Туреччині та Грузії.
Вид населяє заболочені ґрунти (найчастіше сольові) та росте навколо застійних басейнів.
В Україні вид зростає на вологих луках, схилах ярів — у Лісостепу, зрідка; в Степу; в Криму, нерідко; занесений у
в Поліссі та Передкарпатті.

## Охорона
Жодних заходів щодо збереження немає і необхідності немає.